# Серп и молот

Серп и молот с Красной звездой с государственного флага СССР

Серп и молот (☭) — символ, олицетворяющий единство рабочих и крестьян. Являлся главной государственной советской эмблемой, а также одним из основных символов коммунистического движения. Широко используется в различных коммунистических партиях и движениях по всему миру.

## Символы
Молот, начиная со Средневековья, постепенно стал общей, наиболее применимой для разных видов ремесла эмблемой. Многие технические эмблемы содержат либо пару перекрещенных молотков, либо вместе с молотком изображалось другое ремесленное орудие (гаечный ключ, топор, кирка).
Пролетарские организации Западной Европы, начиная со второй половины XIX века, избрали молот своим классовым символом. Накануне первой русской революции молот, как символ рабочего класса, стал общепринятым понятием в рядах русского революционного движения.
В русской геральдике серп до 1917 года встречался в гербах многих городов. Это было наиболее массовое общекрестьянское орудие труда, символизировавшее жатву, урожай.
На гербе СССР серп изображался всегда наложенным на молот. Это означает, что молот предшествует как геральдический знак серпу, и старше его по значению в гербе. Но читается вся эмблема в том порядке, как её видит зритель, вначале называется серп, а затем молот. На гербах советских республик в ряде случаев серп наложен на молот, а в других — наоборот.

## Использование в СССР

Плуг и молот внутри красной звезды, ранние эмблемы РККА

Эмблема «серп и молот» была установлена правительственным решением в конце марта — начале апреля 1918 года и утверждена V съездом Советов 10 июля 1918 года. Впервые изображена на государственной печати Совнаркома РСФСР 26 июля 1918 года. Первым предложил символ «серп и молот» для оформления Замоскворецкого района Москвы к Первомайским торжествам в 1918 году художник Е. И. Камзолкин.
До этого использовалась эмблема «плуг и молот».

Все варианты серпа и молота с гербов республик СССР

Серп и молот были так называемым малым гербом СССР, применявшемся до середины 1930-х годов, в период действия конституций 1918 и 1924 годов. В то время встречалось и раздельное, симметричное изображение серпа и молота.
Вместе с красной звездой серп и молот появились на флаге СССР в 1923 году, а в 1924 году символ был прописан в конституции. Серп и молот помещался также на флагах и гербах советских республик.
Был описан в конституциях РСФСР 1937 и 1978 годов.
В связи с особо важным значением этой эмблемы в советской символике порядок её изображения в ряде случаев был определён законодательством (например, положением о Государственном флаге СССР, утверждённым указом Президиума Верховного Совета СССР от 19 августа 1955).
Серп и молот воспроизводились на печатях, официальных документах, униформе РККА, на зданиях некоторых государственных предприятий, учреждений, организаций, транспортных средствах, денежных знаках, трибуне Верховного Совета СССР, трибунах верховных советов союзных и автономных республик, на зданиях советов депутатов трудящихся, на важнейших печатных изданиях, а также на ряде орденов и медалей СССР, нагрудных знаках.
Существует ряд вариантов использования герба:
- На эмблемах предприятий и организаций серп и молот часто используется в классическом виде, серп и молот на фоне крыльев является символом «Аэрофлота». «Серп и молот» — название Московского металлургического завода и расположенной рядом железнодорожной платформы на линии «Москва Курская — Петушки».
- В скульптуре наиболее известна композиция «Рабочий и колхозница» В. И. Мухиной, созданная в 1937 году.
- В архитектуре было создано большое количество вариаций на тему серпа и молота. Большое количество таких композиций создано в стиле сталинской архитектуры, к примеру, построенный в центре Ленинграда Куйбышевский райсовет[2].

## Использование в прокоммунистических странах
В государственной символике стран Варшавского договора серп и молот использовались редко.
В Венгрии до 1957 года использовался аналогичный символ — молот и колос.
На гербе и флаге ГДР с 1949 и до своего конца (объединения с ФРГ) был изображён циркуль, наложенный на молот в обрамлении венка из колосьев, как символика союза рабочих, крестьян и интеллигенции.
Напротив, символ широко использовали марксистские движения и режимы стран Азии и Африки, включая те, что позднее отошли от просоветских позиций (флаги Компартии Китая, «красных кхмеров»).
Так, Герб Лаоса с 1975 года был выполнен с серпом и молотом в советском стиле; в 1991 году серп и молот были заменены на изображение храма Пха Тхат Луанг во Вьентьяне.

## Современное использование

### Партии
Серп и молот широко используется как символика левых политических партий и движений.

#### В России

Аграрная партия России
Коммунистическая партия Российской Федерации
Коммунисты России
СКП — КПСС
Национал-большевистская партия
«Аэрофлот»
Объединённая коммунистическая партия

#### В странах бывшего СССР

Серп и молот на логотипе КНПК
Серп и молот на логотипе ПКРМ
Серп и молот на логотипе ПКК
Серп и молот на логотипе КПА

#### В других странах
Серп и молот являются интернациональными символами труда, преимущественно физического. Поэтому этот символ охотно начал использоваться всем спектром правящих рабочих партий.

Знак КП Китая
Серп и молот на логотипе АКП
Эмблема Коммунистической партии Испании
Символ Четвёртого интернационала
Символ Пятого интернационала, цифра «пять» без верхнего штриха в данном случае напоминает серп
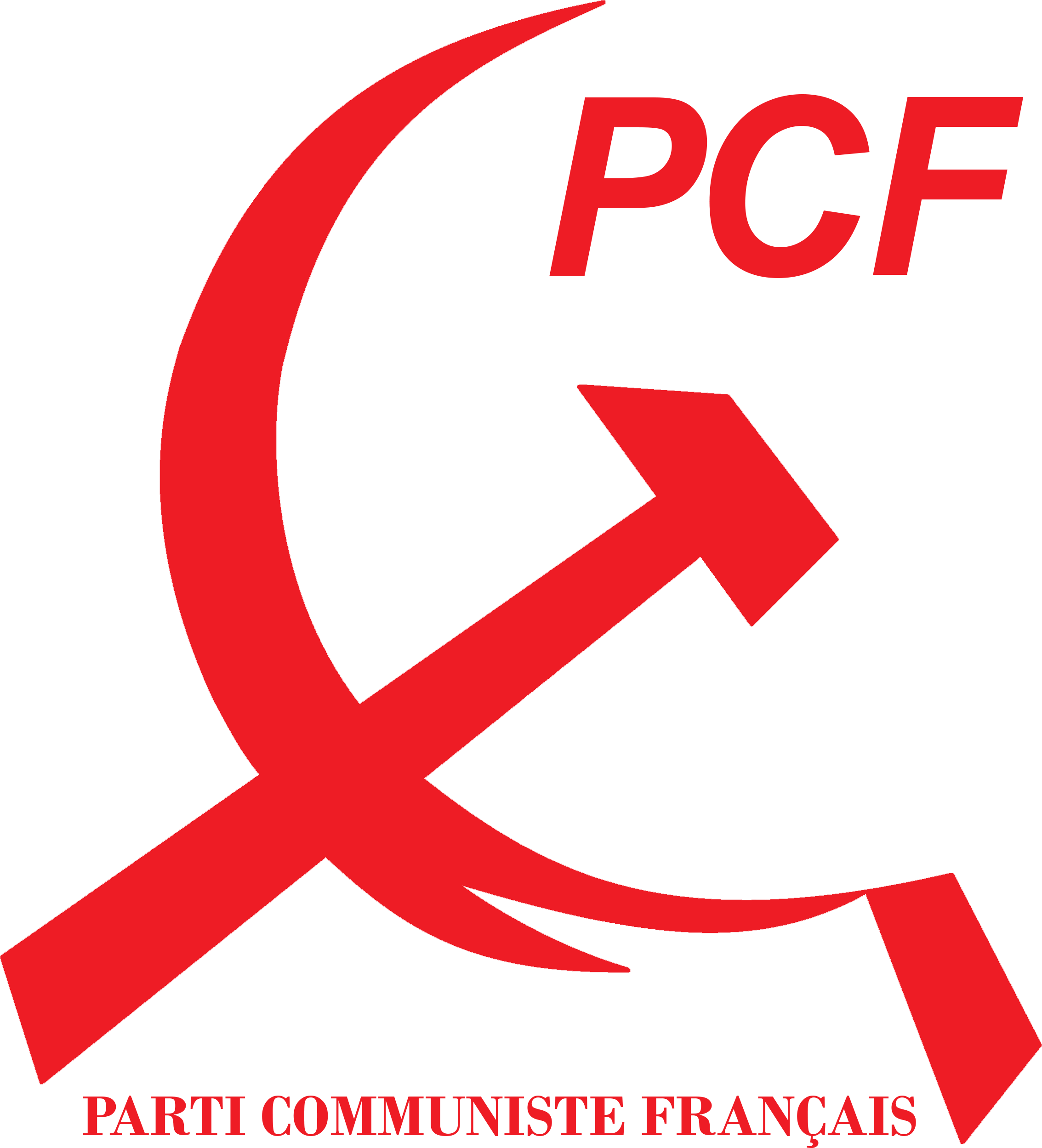
Эмблема ФКП на 1978 год
Эмблема НРПЛ
Эмблема ТПК
Эмблема КПВ

Несколько эмблем стилистически похожи на серп и молот. Например, эмблема Трудовой партии Кореи (молот, серп и кисточка для письма), старый символ лейбористской партии Великобритании (лопата, факел и мотыга), символ на реверсе монеты в 5 сентаво (Чили, 1895—1940).
В символах некоторых стран и организаций используются также похожие на серп и молот сочетания:

Символ, похожий на «серп и молот», присутствует на флаге Анголы
На Гербе Тувинской Народной Республики 1926 года присутствуют серп и грабли
На флаге ТПК
На флаге КПВ
На флаге КПК
На флаге НРПЛ

Троцкистские организации, выступающие как Четвёртый интернационал, используют в качестве эмблемы отражённый по вертикали символ серпа и молота с цифрой «4».

### Флаги и гербы
После распада СССР символ серпа и молота используется в гербе и флаге Брянской области и на флаге Владимирской области, а также ряда городов, например, Дзержинска Нижегородской области.

Флаг Владимирской области
Флаг Орла
Герб Брянской области
Флаг Брянской области
Герб Дзержинска

Непризнанное правительство Приднестровской Молдавской Республики использует (с небольшими изменениями) герб и флаг Молдавской ССР, включающие в себя серп и молот.
Эмблема на флаге Анголы частично напоминает серп и молот (перекрещенные зубчатое колесо и мачете).
Серп и молот можно увидеть также в лапах орла на гербе Австрии.

Герб Приднестровья
Флаг Приднестровья
Герб Австрии

### Отказ от использования
После распада СССР символы серпа и молота утратили статус государственной символики в бывших союзных республиках. Так, 30 ноября 1993 года президентом РФ Б. Ельциным был подписан указ о «О Государственном гербе Российской Федерации»,  закреплявший в качестве основного государственного символа страны «изображение золотого двуглавого орла, помещённого на красном геральдическом щите; над орлом — три исторические короны Петра Великого (над головами — две малые и над ними — одна большего размера); в лапах орла — скипетр и держава; на груди орла на красном щите — всадник, поражающий копьём дракона».
В феврале 2013 года 36-й съезд Французской компартии утвердил удаление символики «Серп и молот» из партбилетов.

### Запрет использования
Коммунистическая символика «Серп и молот» запрещена в ряде стран бывшего советского блока: в Литве, Латвии, Польше, Венгрии, Чехии, Грузии и на Украине. Впрочем, на практике запрет далеко не всегда исполняется.
В Польше использование и демонстрация символики влечет уголовную ответственность.
1 октября 2012 года парламент Молдавии запретил символику «Серп и Молот». Однако позже Конституционный суд обратился с запросом в Венецианскую комиссию, которая в своём ответном заключении выразила мнение о том, что решение парламента Молдавии о запрете коммунистической символики противоречит Европейской конвенции по правам человека по пяти пунктам. В результате 4 июня 2013 года Конституционный суд Молдавии признал запрет коммунистической символики противоречащим конституции и восстановил серп и молот в правах.
В Германии использование эмблемы компартии (серп и молот на фоне красной звезды) запрещено параграфом 86а Уголовного кодекса.

### Знак «Серп и молот» в Юникоде
В стандарте Юникод символ присутствует, начиная с самой первой версии в блоке Разные символы (Miscellaneous Symbols) под шестнадцатеричным кодом U+262D и называется hammer and sickle.